# La grazia (James Joyce)
La grazia (Grace) è un racconto breve scritto da James Joyce e pubblicato nel 1914. È il quattordicesimo racconto della collezione intitolata Gente di Dublino.

## Trama
La storia inizia con un uomo che, dopo aver bevuto pesantemente, è caduto giù per le scale di un pub ed ha perso i sensi. Un suo amico, il signor Power, lo trova lì, gli rivela di chiamarsi Tom Kernan e lo riporta a casa da sua moglie. Kernan è un venditore che un tempo possedeva un fascino e bei modi, poi è caduto nell'alcolismo. Una ferita alla lingua causata dalla caduta costringe Kernan a letto. Due giorni dopo, viene visitato dai suoi amici Power, M'Coy e Cunningham. Gli amici hanno architettato un piano per far assistere Kernan ad un ritiro spirituale con loro. I quattro discutono per un po' di alcune questioni e poi parlano di religione. Gli amici parlano di un ritiro confessionale in una chiesa di gesuiti, poi invitano anche Kernan, al quale l'idea non va subito a genio. La conversazione dimostra una conoscenza superficiale della fede, e gli amici fanno molti errori comici sulla storia della Chiesa. La scena si sposta alla Chiesa dei gesuiti in Gardiner Street, dove tutti stanno ascoltando il sermone di un prete. Oltreché superficialità, il prete rivela nel suo discorso il lassismo morale tipico d'ogni gesuita: nella sua predicazione dal pulpito egli ribadisce, infatti, la possibilità di salvazione anche per i peccatori. La fede subisce quindi una svalutazione totale nel discorso del gesuita, ridotta a merce "popolare", accessibile a tutti. Come la salvazione, così pure la Grazia viene degradata, dimodoché anche l'alcolizzato più accanito può dire di credere.

## Edizioni
- James Joyce, Gente di Dublino, collana «I giganti di Gulliver», Rimini, Gulliver, 1995, ISBN 88-8129-046-4.